# Juan Manuel Sucre Figarella
Juan Manuel de Sucre y Figarella (Tumeremo, estado Bolívar, 1925-Caracas, 26 de agosto de 1996), miembro de la familia Sucre fue un general de Brigada del ejército venezolano que sirvió como comandante general del Ejército durante el gobierno de Rafael Caldera. Era descendiente directo del héroe de la guerra de independencia Antonio José de Sucre el Gran Mariscal de Ayacucho y hermano de Leopoldo Sucre Figarella, quien también tuvo destacada actuación en la vida pública venezolana.

## Primeros años
Fue el mayor de los hijos de Juan Manuel Sucre Ruiz, propietario de una mina de oro en el Estado Bolívar e Inés Figarella Cordoliani, descendiente de una familia corsa. A los 9 años, Juan Manuel perdió a su padre, y en la adolescencia, a su madre, debiendo trabajar para terminar la crianza de sus hermanos menores Leopoldo, Inés Matilde, Antonio, José Francisco y Guillermo.

## Educación y las Naciones Unidas
Juan Manuel se graduó de Alférez en 1945 en la Academia Militar de Venezuela como integrante de la promoción «Porras Porras», nombrada por un compañero que había muerto durante su tiempo en la Academia. Siguió completando sus estudios militares en distintas áreas en la Escuela Superior de Guerra, de Brasil y en la Escuela de las Américas, de los Estados Unidos. Este militar fue parte de las Fuerzas de Paz de la ONU, en India en los años 60 durante los conflictos que tenía con Pakistán.

## Posterior carrera militar
La carrera militar del Juan Manuel Sucre, una vez alcanzado el rango de General llegó a su cúspide cuando el entonces Presidente de Venezuela Rafael Caldera lo nombró Jefe de la Casa Militar, ocupándose así de la seguridad del Presidente de la República y el control de la Guardia de Honor. Su relación con el presidente Caldera fue bastante cercana y fueron buenos amigos durante el resto de su vida. Durante su tiempo en el cargo, Juan Manuel Sucre enfrentó esporádicos movimientos guerrilleros en todo el país.

## Comandancia del Ejército
En febrero de 1973, Juan Manuel Sucre Figarella fue nombrado comandante general del Ejército. Siendo general de Brigada no tenía el rango más alto, que es el de general de División, para ocupar tal cargo. Sin embargo, aun así el presidente Rafael Caldera y el Senado de la República aprobaron su nombramiento. Sirvió como Comandante hasta abril de 1974, cuando el presidente Carlos Andrés Pérez asumió la Presidencia de la República, y el General Manuel Bereciartu lo sustituyó en el cargo.

## Vida posterior
Juan Manuel Sucre Figarella decidió retirarse tempranamente del Ejército una vez reemplazado. Incursionó, gracias a sus estudios de Economía, en el sector de Seguros al ser designado Presidente de Seguros Horizonte, ente descentralizado adscrito al Ministerio de la Defensa de Venezuela, encargado de proveer Pólizas de Seguros a oficiales y otros miembros del componente militar. Luego fue designado Jefe de Seguridad del Banco del Orinoco hasta su fallecimiento.

## Vida personal
Sucre se casó con Gisela García Gruber en los años 40, y tuvo 8 hijos (Juan Manuel, Mario Ricardo, Gustavo Adolfo, Manuel José, Gisela, Carlos Alfredo, María Inés y Teodoro de Jesús). Fue seguidor de los Salesianos y su relación con el Colegio San Juan Bosco de Altamira duró casi toda su vida adulta. Murió de un cáncer de páncreas el 26 de agosto de 1996.